# Marrakech (prefektur)
Marrakech (arabiska: عمالة مراكش, franska: Préfecture de Marrakech) är en prefektur i Marocko.   Den ligger i regionen Marrakech-Safi, 290 km söder om huvudstaden Rabat. Antalet invånare är 1 063 415.